# Schwenckia huberi
Schwenckia huberi là loài thực vật có hoa trong họ Cà. Loài này được Benitez miêu tả khoa học đầu tiên.